# Nuno Malheiro
Nuno Jorge Nobre Barbosa Malheiro (ur. 1 lutego 1994 w Cascais) – saotomejski piłkarz angolskiego pochodzenia występujący na pozycji obrońcy w Ungmennafélag Grindavíkur oraz w reprezentacji Wysp Świętego Tomasza i Książęcej.

## Kariera klubowa
Malheiro grę w piłkę nożną rozpoczął w wieku 7 lat w GD Estoril Praia, gdzie szkolił się do gry na pozycji napastnika, a następnie skrzydłowego. W latach 2006–2011 trenował w akademii Sportingu CP z Lizbony, gdzie przekwalifikowano go na lewego obrońcę. Latem 2011 roku przeszedł do szkółki União Leiria, skąd w 2012 roku przeniósł się do CF Os Belenenses, gdzie występował w drużynie U-19.
Latem 2013 roku rozpoczął karierę na poziomie seniorskim w czwartoligowym klubie GD O Coruchense. W połowie sezonu 2013/14 przeszedł do AD Portomosense, z którym spadł pół roku później z Campeonato Nacional de Seniores. W sezonie 2014/15 był zawodnikiem GD Tourizense, występującego na tym samym poziomie rozgrywkowym.
W sierpniu 2015 roku Malheiro podpisał dwuletnią umowę z Recreativo Huelva prowadzonym przez José Domingueza. Został wkrótce po tym przeniesiony do zespołu rezerw, grającego w Primera División Andaluza (V liga). Zadebiutował w nim 12 września w meczu przeciwko Cádiz CF B (1:0), za który jego klub został ukarany walkowerem 0:3 i odjęciem 3 punktów, gdyż nie dopełniono formalności przy jego rejestracji. Malheiro rozegrał w sezonie 2015/16 łącznie 17 spotkań i awansował ze swoim zespołem do Tercera División. W sierpniu 2016 roku rozwiązał on polubownie swój kontrakt.
Latem 2016 roku został piłkarzem czwartoligowego Juventude de Pedras Salgadas, jednak nie rozegrał w barwach żadnego spotkania. W rundzie wiosennej sezonu 2016/17 występował w Vitórii Sernache, gdzie zaliczył 9 meczów w Campeonato de Portugal. 1 lipca 2017 podpisał trzyletnią umowę z Zagłębiem Sosnowiec trenowanym przez Dariusza Banasika (I liga). W sezonie 2017/18 awansował z tym klubem do Ekstraklasy. Zadebiutował w niej 28 lipca 2018 w przegranym 1:2 meczu z Zagłębiem Lubin. W przerwie zimowej sezonu 2018/19 opuścił zespół i przez pół roku pozostawał bez pracodawcy.
Latem 2019 roku Malheiro został zawodnikiem SC Espinho (Campeonato de Portugal), gdzie rozegrał 3 ligowe spotkania. W sierpniu 2020 roku przeniósł się do maltańskiego klubu Sliema Wanderers. W rundzie jesiennej sezonu 2020/21 zmagał się z kontuzją stawu kolanowego i nie zaliczył żadnego oficjalnego występu. 6 lutego 2021 rozegrał pierwszy mecz w Maltese Premier League przeciwko Senglea Athletic FC (3:1). Łącznie zanotował w barwach Sliemy 4 ligowe spotkania. Latem 2021 roku odszedł z klubu i kontynuował karierę w amatorskich zespołach Inter Leipzig (NOFV-Oberliga), GDRC Ponterrolense (AF Lisboa 3ª Divisão) oraz GD Estoril Praia B (AF Lisboa 1ª Divisão).
W kwietniu 2024 roku Malheiro został graczem islandzkiego klubu Ungmennafélag Grindavíkur (1. delid karla).

## Kariera reprezentacyjna
W latach 2009–2010 Malheiro rozegrał 11 towarzyskich spotkań w reprezentacji Portugalii U-16, prowadzonej przez Emílio Peixe. W latach 2010–2011 występował w kadrze Portugalii U-17, gdzie szkoleniowcem był również Peixe, w której zaliczył 15 meczów i zdobył 1 bramkę.
W 2023 roku dostał propozycję otrzymania paszportu Wysp Świętego Tomasza i Książęcej oraz gry w reprezentacji tego kraju, z której skorzystał. W marcu 2024 roku otrzymał on pierwsze powołanie na dwumecz z Sudanem Południowym w kwalifikacjach Pucharu Narodów Afryki 2025. Zadebiutował 6 czerwca 2024 w spotkaniu z Malawi w eliminacjach Mistrzostw Świata 2026 (1:3), w którym zszedł z boiska w 40. minucie.

## Życie prywatne
Jest synem Angolczyka i Portugalki angolskiego pochodzenia i kuzynem piłkarza Fábio Paíma. Jego babka ze strony ojca była Saotomejką, co umożliwiło mu uzyskanie obywatelstwa Wysp Świętego Tomasza i Książęcej.